# Идрисов, Алим Акрамович
Алим Акрамович Идрисов (30 октября 1939, Кызылорда, Кызылординская область, КазССР, СССР — 4 августа 2021, Алма-Ата) — советский и казахстанский учёный, хирург и клинический анатом, доктор медицинских наук (1994), профессор (1995), академик АН Казахстана (2003). Заслуженный деятель Республики Казахстан (2003).

## Биография
В 1963 году окончил лечебный факультет Алматинского государственного медицинского института (АГМИ, ныне Казахский национальный медицинский университет — КазНМУ).
В 1963—1966 годах аспирант кафедры оперативной хирургии и топографической анатомии АГМИ, в 1966—1969 годах — ассистент этой же кафедры.
В 1969—1980 доцент кафедры оперативной хирургии и топографической анатомии Актобинского медицинского института.
В 1980—1984 годах доцент, заведующий кафедрой оперативной хирургии и топографической анатомии Казахского национального медицинского университета.
В 1991—1995 годах — декан факультета иностранных студентов; в 1995—2001 годах заведующий отделом Департамента аттестации научных кадров МОН РК; в 2001—2002 член президиума Высшей аттестационной комиссии (ВАК).
В 1966 году защитил диссертацию на соискание учёной степени кандидата медицинских наук по теме «Топографическая анатомия артериальной системы желудка у лиц пожилого и старческого возраста (в норме и при некоторых патологических состояниях)»; в 1994 году — докторскую диссертацию по тему: «Макро-микроциркуляторное русло органов брюшной полости в условиях регионарной внутриартериальной химиотерапии (анатомо-экспериментальное исследование)».

## Научная деятельность
Основные научные труды посвящены различным аспектам морфофункционального состояния внутренних органов в условиях патологии и её коррекции. Разработал методы регионарной эндоваскулярной (внутриартериальной) химиотерапии при злокачественных опухолях и воспалительных процессах органов брюшной полости, предложил методы лечения острого деструктивного панкреатита. Автор свыше 320 научных и учебно-методических работ, в том числе 5 монографий, 2 учебников по клинической анатомии, свыше 20 учебных и учебно-методических пособий, редактор атласа «Адам анатомиясы». Под его научным руководством защищены 5 докторских и 11 кандидатских диссертаций.
Некоторые работы:
- Макро-микроциркуляторное русло органов живота в условиях регионарной внутри артериальной и системной химиотерапии. — Алма-Ата, 1999;
- Вопросы морфологии и клиники (Республиканский сборник научных работ). — Алма-Ата, 1991—2002.

Автор и соавтор ряда патентов и изобретений, в том числе:
- Способ наложения толсто-толстокишечного анастомоза в эксперименте. № патента: 23275. Опубликовано: 15.11.2010. Авторы: Идрисов А. А., Исмаилова Ю. С., Мадраимова З. А., Мустафина А. Р.
- Способ моделирования толстокишечной обтурационной непроходимости. № патента: 23274. Опубликовано: 15.11.2010. Авторы: Идрисов А. А., Мустафина А. Р.
- Способ формирования культи при эвисцероэнуклеации. № патента: 22978. Опубликовано: 15.10.2010. Авторы: Балмуханова А. В., Идрисов А. А., Ольшевский И. Е.
- Способ формирования культи с уплощенной передней поверхностью при эвисцероэнуклеации с сохранением роговицы. № патента: 22977. Опубликовано: 15.10.2010. Авторы: Идрисов А. А., Ольшевский И. Е., Балмуханова А. В.
- Способ отсроченного формирования объемной культи после эвисцерации. № патента: 21418. Опубликовано: 15.07.2009. Авторы: Идрисов А. А., Ольшевский И. Е., Балмуханова А. В.
- Способ формирования объемной культи при операциях по удалению глаза. № патента: 21417. Опубликовано: 15.07.2009. Авторы: Балмуханова А. В., Идрисов А. А., Ольшевский И. Е.
- Способ пульмонэктомии в эксперименте. № предв. патента: 16137. Опубликовано: 15.09.2005. Автор: Идрисов А. А.

## Признание и награды
Академик Академии наук клинической и фундаментальной медицины (декабрь 2015). Член координационного совета международной ассоциации морфологов, член редакционного совета ряда научных журналов, главный редактор международного научно-практического журнала «Морфология и доказательная медицина».
Награждён Почётной грамотой Республики Казахстан (2001), нагрудным знаком «Денсаулык сақтау icінe қосқан үлесі үшін» (2009), российским орденом «Н. И. Пирогов» (2009).